# Scăricica
Scăricica – wieś w Rumunii, w okręgu Neamț, w gminie Alexandru cel Bun. W 2011 roku liczyła 166 mieszkańców.